# Anekdoten
Anekdoten est un groupe suédois de rock progressif. Leur style musical est, à ses débuts, influencé par celui de King Crimson et Trettioåriga Kriget. Anekdoten est, avec Landberk et Änglagård, l'un des pionniers du renouveau du progressif suédois au début des années 1990. 
En concert, Anekdoten reprend des morceaux de King Crimson, Van der Graaf Generator et Magma.

## Biographie
Le groupe est formé en 1990 par trois des membres actuels : Nicklas Barker, Jan Erik Liljeström et Peter Nordins. Sous le nom de King Edward, ils reprennent essentiellement des morceaux de King Crimson. Anna Sofi Dahlberg les rejoint en 1991, et le groupe prend le nom actuel d'Anekdoten. 
Leurs deux premiers albums, Vemod et Nucleus, sont majoritairement sombres, utilisant des variations dissonantes et complexes de mellotron, de violoncelle et de basse saturée pour créer une atmosphère post-rock. 
En 1998, à l'apogée de cette première ère, Nicklas Barker et Peter Nordins s'associent avec Stefan Dimle et Reine Fiske de Landberk pour le projet baptisé Morte Macabre, qui donnera le jour à un unique album, Symphonic Holocaust. Cet album-concept reprend dans leur style personnel des standards des bandes originales de films d'horreur (le thème d'ouverture de Cannibal Holocaust, Lullaby de Rosemary's Baby, etc.), auquel s'ajoute un morceau d'improvisation inédit de 18 minutes.
Depuis From Within, le groupe s'est un peu éloigné du progressif au profit d'un registre plus actuel et accessible, sans pour autant perdre de sa qualité technique, et de son identité sonore. En 2015, le groupe sort le nouvel album Until All the Ghosts are Gone. L'album atteint la liste des Collaborators Top Prog Album of 2015 établie par ProgArchives.

## Membres
- Jan Erik Liljeström - basse, chant
- Nicklas Barker - guitare, mellotron, chant
- Peter Nordins - batterie, percussions
- Anna Sofi Dahlberg - mellotron, claviers, violoncelle, voix

## Discographie
- 1993 : Vemod
- 1995 : Nucleus
- 1997 : Live EP
- 1998 : Official Bootleg: Live in Japan
- 1999 : From Within
- 2000 : Live at NEARfest
- 2003 : Gravity
- 2005 : Waking the Dead: Live in Japan 2005
- 2007 : A Time of Day
- 2009 : Chapters (compilation)
- 2015 : Until All the Ghosts are Gone